# Дејл Робертсон
Дејл Робертсон (енгл. Dale Robertson; Хара (Оклахома), 14. јул 1923 — Сан Дијего, 27. фебруар 2013) био је амерички глумац, најпознатији по главним улогама на телевизији. Играо је улогу лутајућег истражитеља Џима Хардија у ТВ серији Приче Велс Фарга и Бена Калхуна, власника недовршене пруге у ТВ серији Гвоздени коњ. Углавном је представљен као промишљен, али скроман вестерн јунак. Од 1968. до 1970. године, Робертсон је био четврти и последњи домаћин антологијске серије Дани у Долини смрти.